# 858 El Djezair
858 El Djezair је астероид главног астероидног појаса. Приближан пречник астероида је 23,51 , 
а средња удаљеност астероида од Сунца износи 2,810 астрономских јединица (АЈ). 
Инклинација (нагиб) орбите у односу на раван еклиптике је 8,881 степени, а орбитални период износи 1720,707 дана (4,711 године). Ексцентрицитет орбите астероида износи 0,102. 
Апсолутна магнитуда астероида износи 10,00 а геометријски албедо 0,319.
Астероид је откривен 26. маја 1916. године.